# Reino Näsänen
Reino Olavi Näsänen, född 10 juni 1908 i Åbo, död 6 mars 1994, var en finländsk kemist. 
Näsänen blev student 1928, filosofie kandidat och filosofie magister 1933, filosofie licentiat 1939, filosofie doktor 1941 och docent i kemi vid Helsingfors universitet 1942. Han var lärare vid Lahtis finska folkhögskola 1934–1935, assistent vid Tekniska högskolan i Helsingfors 1937–1939, vid Helsingfors universitet 1940–1944, blev adjunkt i kemi där 1944, var professor i kemi vid Tekniska högskolan 1951–1955 och vid Helsingfors universitet 1955–1973. Utöver den akademiska avhandlingen Über die Oxydation des Graphits durch Glimmentladungen skrev han en lång rad vetenskapliga artiklar i fysikalisk och oorganisk kemi. Han invaldes som ledamot av Finska Vetenskapsakademien 1949 och av International Committee of Electrochemical Thermodynamics and Kinetics 1951.